# Medalla de oro

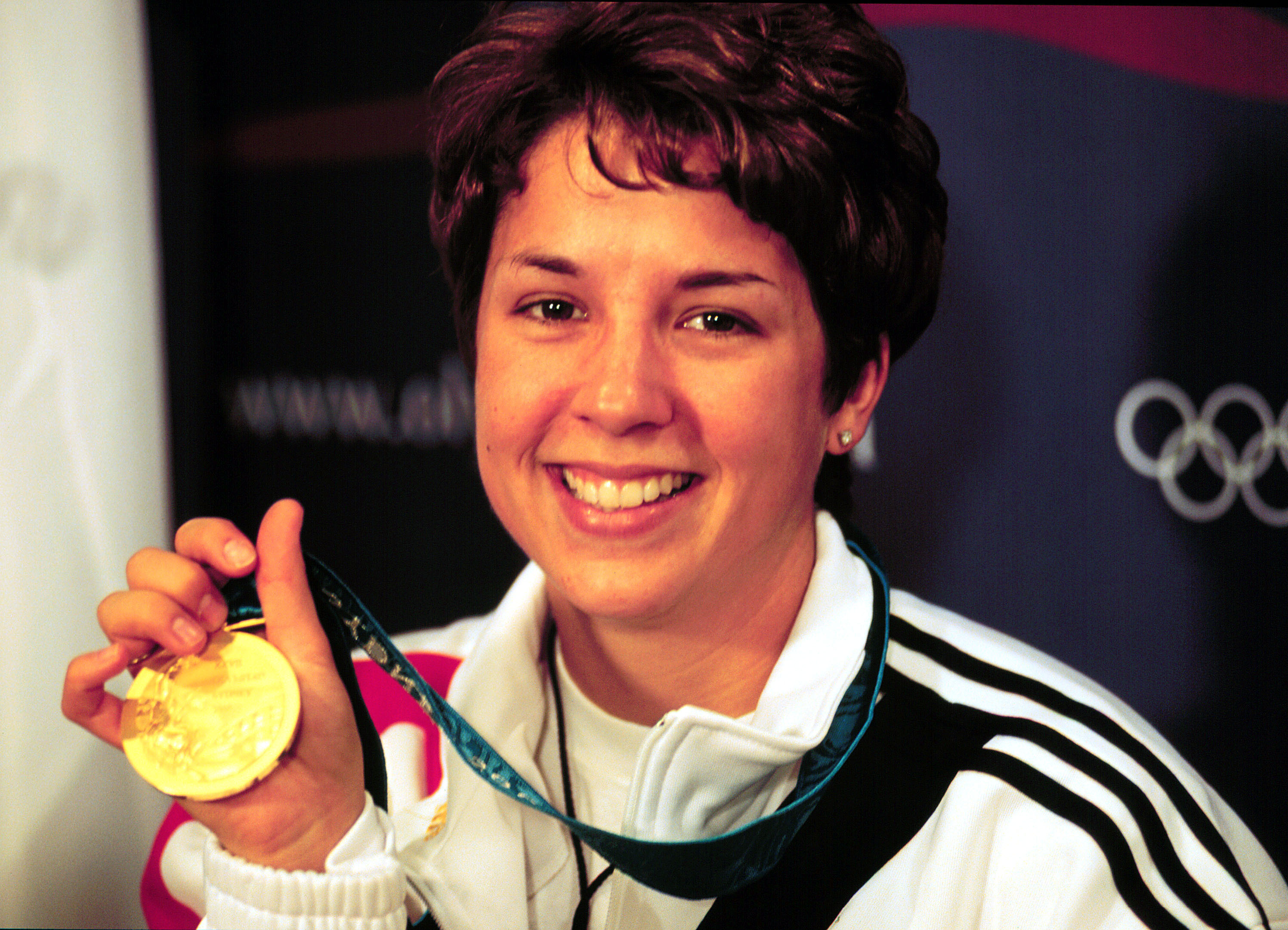
Medalla de oro

Una medalla de oro es una medalla que se otorga al ganador por una institución de competiciones como los Juegos Olímpicos.
En los primeros Juegos Olímpicos modernos el subcampeón recibía la medalla de bronce y el campeón la de plata.

## Instituciones que otorgan medallas de oro
- Premio Nobel
- Premio Carlomagno
- Algunas instituciones académicas entregan una medalla de oro al mejor alumno de la promoción.
- Juegos Olímpicos